# Gäddtjärnen (Särna socken, Dalarna, 685566-136470)
Gäddtjärnen är en sjö i Älvdalens kommun i Dalarna och ingår i Dalälvens huvudavrinningsområde. Sjön har en area på 0,0714 kvadratkilometer och ligger 507,5 meter över havet.

## Delavrinningsområde
Gäddtjärnen ingår i det delavrinningsområde (685551-136620) som SMHI kallar för Mynnar i Fjätan. Medelhöjden är 530 meter över havet och ytan är 6,47 kvadratkilometer. Räknas de 4 avrinningsområdena uppströms in blir den ackumulerade arean 45,37 kvadratkilometer. Lisselån som avvattnar avrinningsområdet har biflödesordning 3, vilket innebär att vattnet flödar genom totalt 3 vattendrag innan det når havet efter 449 kilometer. Avrinningsområdet består mestadels av skog (52 procent) och sankmarker (41 procent). Avrinningsområdet har 0,07 kvadratkilometer vattenytor vilket ger det en sjöprocent på 1,1 procent.